# Turks & Caicos
Turks & Caicos è un film per la televisione del 2014 diretto da David Hare.
La pellicola è il seguito di Page Eight (2011), e a sua volta è seguita da In guerra tutto è concesso (Salting the Battlefield), tutti prodotti dalla BBC, con Bill Nighy protagonista e David Hare alla regia.

## Trama
L'attempato agente segreto Johnny Worricker si è ritirato nell'arcipelago caraibico di Turks e Caicos dopo aver avuto problemi con il governo britannico. 
Lo statunitense Curtis Pelissier lo riconosce e lo invita a cena. Johnny capisce che per lui è finita la pace ma sta al gioco dell'americano per vedere in cosa vuole coinvolgerlo. Alla cena partecipano una serie di facoltosi imprenditori americani che si sono associati sotto il marchio Gladstone, un'impresa che ha costruito campi di prigionia in giro per il mondo per conto degli Stati Uniti, impegnati a garantire la sicurezza dopo l'11 settembre. Tra gli invitati c'è anche l'affascinante Melania Fall, PR della ditta, con cui Johnny lega subito.
Il giorno seguente, Dido Parsons, il più spaccone degli imprenditore conosciuti a cena, viene trovato assassinato. Poi Pelissier si svela a Worricker. Il primo, della CIA, propone al secondo, dell'MI5, di aiutarlo a scoprire i raggiri con cui questi imprenditori avrebbero truffato il governo statunitense. La spia britannica accetta, a patto di venir lasciata poi in pace.
Worricker contatta poi Londra, tramite il fido Rollo, che dovrà rintracciare Margot Tyrrell, il cui aiuto sarà fondamentale per lui e per la risoluzione della vicenda. La donna, infatti, alle dipendenze di Stirling Rogers, vola insieme a questi nell'arcipelago caraibico e poi, grazie alla complicità di Melania Fall, stanca delle angherie dei potenti che l'avevano pressoché schiavizzata, permette a Worricker di incastrare la Gladstone, come voluto da Pelissier, costringendola a restituire 200 milioni di dollari per evitare conseguenze penali e mediatiche.